# Hessischer Musikverband
Der Hessische Musikverband e. V., kurz HMV, ist der größte Verband für Blas- und Spielleutemusik in Hessen. Er vertritt über 370 Musikvereine mit fast 20.000 aktiven Musikern. Ende 2009 waren insgesamt ca. 54.000 Mitglieder im HMV registriert. Die Landesgeschäftsstelle befindet sich seit 2005 in Freigericht-Somborn.
Zu seinen Mitgliedern zählen Blasorchester, Spielmannszüge, Fanfarenzüge, gemischte Züge, Schalmeienkorps, Drumbands, Marching Bands, Bigbands, Jagdhornbläser und Musikzüge. Dem HMV gehören sowohl selbständige Musikvereine als auch Musikabteilungen von Vereinen und Verbänden an, wie z. B. aus Feuerwehr- und Gesangvereinen, Heimatvereinen, Jagdgenossenschaften, Karnevalsvereinen, der Kirchenmusik, Kirmesgemeinschaften, Musikschulen, dem Roten Kreuz, Schulen, Tanzsportclubs, Turn- und Sportvereinen, Verkehrsvereinen und Vogelschutzvereinen.

## Aufgaben
Für seine Mitgliedsorchester bietet der HMV nicht nur ein umfangreiches Fortbildungsprogramm sowie Bezirks- und Landesorchester, sondern auch finanzielle Vorteile wie Vergünstigungen bei Versicherungen und GEMA-Abrechnungen sowie die Vermittlung von Kreis- und Landeszuschüssen. Auch die Organisation und Betreuung von Wertungsspielen, Landes- und Bezirksmusikfesten und des Tages der Spielleute gehört zum Leistungsspektrum des Verbandes. Der HMV vertritt die Interessen seiner Mitgliedsorchester zusätzlich im Landesmusikrat Hessen und bei der Bundesvereinigung der Deutschen Blasmusikverbände (BDMV) und setzt sich dafür ein, die Vielfalt der hessischen Orchesterlandschaft zu erhalten. Weiterhin ist der HMV Herausgeber der größten hessischen Blasmusik-Fachzeitschrift "Die Hessische Blasmusik".

## Veranstaltungen
Durch den Trend der "Professionalisierung des Ehrenamts" sieht der HMV seine Aufgabe darin, Multiplikatoren und Führungspersonal professionell zu schulen, zu vernetzen und zu entlasten. Dazu bietet der Verband neben musikalischen Fortbildungen auch überfachliche Fortbildungen zum Thema Steuern, Vereinsmanagement, Mitgliedergewinnung oder Öffentlichkeitsarbeit an. Viele Seminare finden in Kooperation mit der Landesmusikakademie Hessen statt.

### C-Reihe
Der HMV bildet Stimmführer, Ausbilder und Dirigenten durch die sogenannte C-Reihe aus. Dabei orientiert sich der Verband an den Vorgaben der Bundesvereinigung Deutscher Musikverbände e.V. Die C-Reihe besteht aus drei Kursen:
- C-Grundkurs für Stimm- und Registerführer
- C-Aufbaukurs für Ausbilder
- C-Aufbaukurs für Dirigenten

Die beiden Aufbaukurse können erst nach erfolgreichem Abschluss des Grundkurses besucht werden.

### Wertungsspiele und Wettbewerbe
Alle drei Jahre finden landesweite Wertungsspiele für Blasorchester statt. Im gleichen Turnus wird alle drei Jahre die „Hessenmeisterschaft“ für traditionelle Spielleutevereine ausgetragen.

### Verbandszeitschrift
Alle 2 Monate erscheint die Verbandszeitschrift „Die Hessische Blasmusik“ mit interessanten Artikeln über Vereinsaktivitäten, Veranstaltungen und Innovationen. Erscheinungsmonate sind Februar, April, Juni, August, Oktober und Dezember mit einer Auflagenstärke von 3.000 Stück. Seit 2020 erscheint die Zeitschrift auch digital.

### Verbandsorchester
Der HMV ist Träger des Sinfonischen Blasorchesters Hessen und der Bläserphilharmonie Nordhessen und bietet damit engagierten oder besonders talentierten Musikern die Möglichkeit, sinfonische Literatur auf hohem Niveau zu spielen und Kontakte zu knüpfen. Außerdem ist er Kooperationspartner von City Winds Wetzlar.

## Jugendarbeit
Alle HMV-Mitglieder sind bis zu ihrem 27. Lebensjahr Mitglied in der Landesmusikjugend Hessen e.V. (LMJ). Das Angebot der LMJ umfasst folgende Bereiche:
- die musiktheoretische Ausbildung der Kinder und Jugendlichen (Kleine Stimmgabel und D-Reihe),
- die Aus- und Weiterbildung von Jugendleitern (Juleica),
- Träger des Sinfonischen Blasorchesters (SBO) der Landesmusikjugend Hessen e.V.,
- Organisation von Ferienfreizeiten (Ronneburgfreizeit, Music for Teens, Music for Kids, D-Seminarwochen)
- Seminare und Workshops auf Instrumente bezogen
- Organisation und Durchführung von Wertungsspielen und Wettbewerben für Jugendorchester und Jugendspielmannszüge
- Durchführung überfachlicher Seminare und Veranstaltungen sowohl als eigene Veranstaltungen als auch in Zusammenarbeit mit der Deutschen Bläserjugend (DBJ) und dem Hessischen Jugendring (HJR)

## Historie
Zwar wurde der Verband in der heutigen bekannten Form erst am 1. Januar 1995 gegründet, doch beruft sich der Verband auf eine lange Tradition hessischer Musikvereinigungen seit 1954. So entstand der heutige Verband aus dem Zusammenschluss der beiden vorher bestehenden hessischen Verbände, dem Hessischen Blas- und Volksmusikverband e.V. (HBV) und dem Landesmusikverband Hessen e.V. (LMH).
Der Landesmusikverband Hessen e.V. (LMH) wurde am 1. Januar 1969 als Nachfolgeorganisation des Volksmusikverbandes Rhein-Main gegründet. Sein erster Präsident war Ernst Lühmann aus Kelsterbach. Am 8. April 1984 folgte ihm Horst H. Sassik Sen. als Präsident nach, der dieses Amt auch nach dem Zusammenschluss mit dem HBV zum HMV noch bis 2015 innehatte.
Am 30. November 1969 wurde der Hessische Landesverband für Fanfaren-, Spielmanns-, Hörner- und Musikzüge (HLV) mit 16 Mitgliedsvereinen gegründet. Erster Landesvorsitzender war Dieter Krauß aus Gelnhausen. Dieter Krauß wurde 1972 von Helmut Rauch abgelöst, dem wiederum Ludwig Treber aus Hochheim am Main als Erster Landesvorsitzender im Amt nachfolgte. Dieses Amt sollte er bis zur Umbenennung des HLV im Jahr 1982 innehaben. Auf der Delegiertenversammlung 1982 beschlossen die Delegierten den Namen des HLV in Hessische Blas- und Volksmusikverband e.V. (HBV) zu ändern. Die Vorstände selbst wurden dabei nicht gewechselt. Ludwig Treber wurde auch im HBV als Erster Landesvorsitzender wiedergewählt. Dieses Amt sollte er noch bis 1988 ausfüllen. Für diese lange Tätigkeit hat der heutige Verband ihn mit dem Titel „Ehrenpräsident“ geehrt. Nach einigen Turbulenzen im Verband folgte 1990 Hans-Dieter Bremer in das Amt des Ersten Landesvorsitzenden. Auch er sollte dieses Amt bis zum Zusammenschluss mit dem LMH ausüben.
2015 schied Horst H. Sassik sen. nach 31 Jahren aus dem Amt des Präsidenten aus. Sein Nachfolger wurde Christoph Degen (SPD).

## Organisation
| Präsidium          | Präsidium           | Musikausschuss | Musikausschuss      | Bezirksvorsitzende    | Bezirk      | Bezirksmusikbeauftragte | Bezirk      |
| ------------------ | ------------------- | -------------- | ------------------- | --------------------- | ----------- | ----------------------- | ----------- |
| Christoph Degen    | Präsident           | Karsten Meier  | Landesmusikdirektor | Jürgen Klingelhöfer   | Nord        | Björn Zimmermann        | Nord        |
| Karsten Heyner     | Vizepräsident       | Andreas Stolle | Verbandsstabführer  | Jürgen Kasteleiner    | West        | Nicolas Grebe           | West        |
| Nicolas Ruegenberg | Geschäftsführer     | Dominik Thoma  | Verbandsdirigent    | Bernd Eisenhut        | Wetterau    | Petra Scholl            | Wetterau    |
| Rainer Müller      | Schatzmeister       |                |                     | Jürgen Groh           | Mitte       | Mareike Wütscher        | Ost         |
| Karsten Meier      | Landesmusikdirektor |                |                     | Stefan Hensel         | Taunus      | Jens Weismantel         | Main-Kinzig |
|                    |                     |                |                     | Gerhard Naumann       | Main-Kinzig | Jürgen K. Groh          | Main        |
|                    |                     |                |                     | Kerstin Aßmann-Schulz | Main        | Daniel Gerbig           | Süd         |
|                    |                     |                |                     | Raimund Keller        | Süd         |                         |             |